# Hygrotus lutescens
Hygrotus lutescens là một loài bọ cánh cứng trong họ Bọ nước. Loài này được LeConte miêu tả khoa học năm 1852.